# دهنو (زيارت)
دهنو (بالفارسية: ده‌نو) هي قرية تقع في إيران في Ziarat Rural District. يقدر عدد سكانها بـ 171 نسمة بحسب إحصاء 2016.